# Vînnîkî
Vinniki (în ucraineană Винники, în poloneză Winniki, în germană Weinbergen) este un oraș din Ucraina. Orașul a fost locuit de germanii galițieni.